# Xysticus bliteus
Xysticus bliteus là một loài nhện trong họ Thomisidae.
Loài này thuộc chi Xysticus. Xysticus bliteus được Eugène Simon miêu tả năm 1875.